# Фынчэн (Ляонин)
Фэнчэ́н (кит. упр. 凤城, пиньинь Fèngchéng) — городской уезд городского округа Даньдун (КНР). Назван в честь находящейся здесь горы Фэнхуаншань.

## История
В 128 году до н. э. во времена империи Хань здесь был создан уезд Уцы (武次县). В 9 году н. э. он был переименован в уезд Хуаньцы (桓次县). Когда эта территория попала под власть Когурё, здесь был образован округ Учэн (乌城州). При империи Ляо в этих местах были созданы Лунъюаньская управа (龙原府) и уезд Лунъюань (龙原县), управляемые из города Лунъюань (龙原城). В 1011 году побывавший здесь император оценил стратегическое значение места, Лунъюаньские управа и уезд были расформированы, и были образованы область Кайчжоу (开州) и уезд Кайюань (开远县), управляемые из города Кайюань (开远城). В 1014 году вместо области Кайчжоу была образована Кайфэнская управа (开封府), в подчинение которой перешёл уезд Кайюань. В 1018 году Кайфэнская управа была вновь переименована в область Кайчжоу.
Когда империя Мин взялась за укрепление обороны северо-восточных рубежей страны, здесь была построена крепость Фэнхуанбао. В 1644 году империя Цин официально учредила в этих местах город Фэнхуанчэн. Через Фэнхуанчэн доставлялась корейская дань Цинам, через Фэнхуанчэн шла дорога от Сеула на Мукден через систему горных хребтов. В 1894 году город стал ареной боев между цинскими и японскими войсками.
В 1876 году в Цинской империи был образован Фэнхуанский непосредственно управляемый комиссариат (凤凰直隶厅), которому подчинялись область Сюянь и уезды Аньдун и Куаньчэн.  После Синьхайской революции в Китае была проведена реформа структуры административного деления, в ходе которой комиссариаты были ликвидированы, и в 1913 году на землях, ранее напрямую управлявшихся комиссариатом, был образован уезд Фэнхуан (凤凰县). В рамках унификации названий административных единиц, дабы устранить путаницу с уездом Фэнхуан провинции Хунань, в 1914 году уезд Фэнхуан провинции Ляонин был переименован в уезд Фэнчэн (凤城县). В 1985 году он был преобразован в Фэнчэн-Маньчжурский автономный уезд (凤城满族自治县). В 1994 году статус автономного уезда был ликвидирован, и Фэнчэн стал городским уездом.

## Административное деление
Городской уезд Фэнчэн делится на 3 уличных комитета, 17 посёлков и 1 национальную волость.

## Соседние административные единицы
Городской уезд Фэнчэн граничит со следующими административными единицами:
- Куаньдянь-Маньчжурский автономный уезд (на востоке).
- Район Чжэньань (на юго-востоке).
- Городской уезд Дунган (на юге).
- Городской округ Аньшань (на юго-западе).
- Городской округ Бэньси (на северо-западе).